# 리샤르트 카푸시친스키

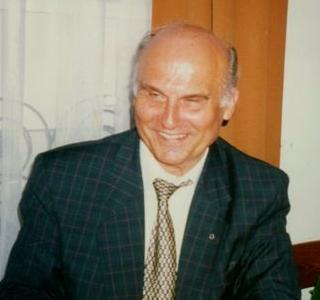
카푸시친스키(1997년)

리샤르트 카푸시친스키(폴란드어: Ryszard Kapuściński, 폴란드어 발음: [ˈrɨʂart kapuɕˈt͡ɕij̃skʲi] ( 듣기), 1932년 3월 4일~2007년 1월 23일)는 폴란드의 작가, 시인, 언론인, 사진가이다. 그는 많은 상을 받았고 노벨 문학상 후보로 여겨졌다. 책 형태의 개인 일기는 문학의 알레고리와 마술적 사실주의로 저널리즘의 관습을 흐리게 하여 논란과 찬사를 불러일으켰다. 그는 탈식민지 기간 동안 공산주의 시대 폴란드 언론사 의 유일한 아프리카 특파원이었고 남미와 아시아에서도 일했다. 1956년에서 1981년 사이에 그는 27번의 혁명과 쿠데타에 대해 보고했지만, 모국의 민주화 연대 운동에 대한 지지 때문에 해고될 때까지였다. 그는 장르의 다른 실무자들에게 축하를 받았다. 저명한 이탈리아 리포터 작가 티치아노 테르자니, 콜롬비아 작가 가브리엘 가르시아 마르케스, 칠레 작가 루이스 세풀베다는 그에게 "거장"이라는 칭호를 부여했다.
《검은 별》(1963), 《황제》(1978), 《만일 모든 아프리카가...》(1969), 《생(生)의 또 다른 하루》(1976), 《축구전쟁》(1978), 《황제》(1978), 《샤들의 샤》(1982), 《제국》(1993), 《흑단》(1998), 《기자의 자화상》(2003), 《헤로도토스와의 여행》(2006) 등의 작품이 있다.

## 같이 보기
- 헤로도토스
- V. S. 나이폴
- 카지미에시 노바크